# Kulturverlag Kadmos

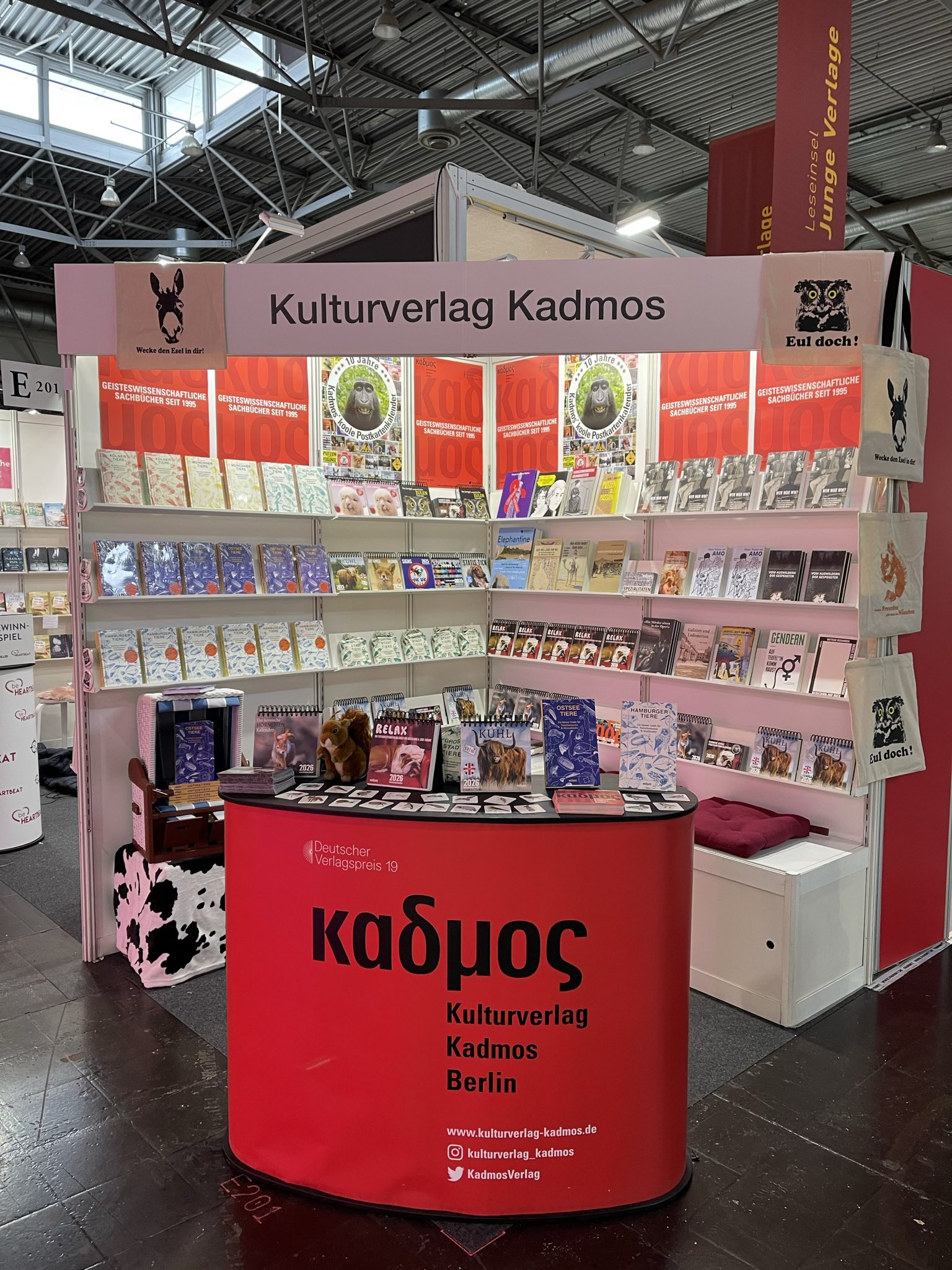
Stand des Kulturverlags Kadmos auf der Leipziger Buchmesse 2025

Der Kulturverlag Kadmos ist ein 1995 in Berlin gegründeter, unabhängiger Sachbuchverlag.

## Geschichte
Der Verlag wurde am 4. November 1995 von Martin und Wolfram Burckhardt gegründet. Der Verlagsname bezieht sich auf die griechischen Mythologie und ist benannt nach Kadmos, dem Sohn des phönizischen Königs Agenor von Tyros: Bei der Suche nach seiner von Zeus entführten Schwester Europa brachte Kadmos das phönizische Alphabet nach Griechenland. In dieser Hinsicht begann die Verlagstätigkeit mit einer Darstellung der Ursprünge des Alphabets. In den ersten Jahren standen Übersetzungen sowie Neu- und Wiederentdeckungen im Vordergrund. Zum anfänglichen Programm zählten unter anderem Daniel Paul Schrebers Denkwürdigkeiten eines Nervenkranken, Charles Babbages Passagen aus einem Philosophenleben und Biografien über Walt Disney und Ada Lovelace. 2012 wurde das Verlagslogo mittels einer griechischen Type im Stil der Univers-Schrift erneuert. Verlagsleiter ist Altphilologe Wolfram Burckhardt.

## Auszeichnungen
- 2023 Kalenderpreis des Deutschen Buchhandels[2]
- 2019 Deutscher Verlagspreis[3]
- 2016 Gregor Calendar Award[4]

## Mitgliedschaft
- Kurt Wolff Stiftung[5]

## Verlagsprogramm
Der Verlag verfügt über ein umfangreiches Sachbuchprogramm mit internationaler Ausrichtung aus den Bereichen Kultur-, Kunst-, Medien-, Technikgeschichte und -wissenschaft sowie Literatur, Philosophie, Geschichte und Politik. Spezielle Reihen sind das wissenschaftliche Kadmos Kaleidogramme, die Kulturwissenschaftlichen Interventionen sowie das Berliner Programm einer Medienwissenschaft in der Herausgeberschaft von Wolfgang Ernst und Friedrich Kittler. Vom Akademie Verlag hat der Kadmos Verlag die Reihe Literatur Forschung übernommen, die Karlheinz Barck (1934–2012) und Sigrid Weigel (Leibniz-Zentrum für Literatur- und Kulturforschung) herausgeben. Zudem erscheint eine Reihe mit dem Berlin-Brandenburgischen Zentrum für Medienwissenschaft (ZeM). Der Verlag hat außerdem eine Auswahl an ägyptologischen Titeln im Programm und bringt regelmäßig Museumskataloge heraus, v. a. in Zusammenarbeit mit den Staatlichen Museen zu Berlin. Seit 2019 erscheint die Tierguide-Reihe von Marie Parakenings, welche regelmäßig ausgeweitet wird. Weiter bietet der Verlag seit 2015 Wochenkalender mit Bildpostkarten an.

## Autoren des Verlags (Auswahl)
- Werner Abelshauser (* 1944, Deutschland)
- Irene Albers (* 1967, Deutschland)
- Susan Arndt (* 1967, Deutschland)
- Jan Assmann (1938–2024, Deutschland)
- Armen Avanessian (* 1973, Österreich)
- Charles Babbage (1791–1871, England)
- Dirk Baecker (* 1955, Deutschland)
- Friedrich Balke (* 1961, Deutschland)
- Jan-Pieter Barbian (* 1958, Deutschland)
- Karlheinz Barck (1934–2012, Deutschland)
- Tilman Baumgärtel (* 1966, Deutschland)
- Hans-Joachim Behr (* 1930, Deutschland)
- Jörg van den Berg (* 1965, Deutschland)
- Karen van den Berg (* 1963, Deutschland)
- Claus Bernet (* 1970, Deutschland)
- Peter Bexte (* 1954, Deutschland)
- Johanna Bleker (* 1940, Deutschland)
- Norbert Bolz (* 1953, Deutschland)
- Stephan Braese (* 1961, Deutschland)
- Ulrich Bröckling (* 1959, Deutschland)
- Boris Buden (* 1958, Österreich)
- Hansjürgen Bulkowski (1938–2024, Deutschland)
- Mercedes Bunz (* 1971, Deutschland)
- Martin Burckhardt (* 1957, Deutschland)
- Corina Caduff (* 1965, Schweiz)
- Armin Chodzinski (* 1970, Deutschland)
- Michael S. Cullen (* 1939, USA)
- Gerhard Danzer (* 1956, Deutschland)
- Frank E. P. Dievernich (* 1970, Deutschland)
- Georges Didi-Huberman (* 1953, Frankreich)
- Bernhard Dotzler (* 1963, Frankreich)
- Alexander García Düttmann (* 1961, Italien)
- Knut Ebeling (* 1970, Deutschland)
- Matthias Eckoldt (* 1964, Deutschland)
- Klaus van Eickels (* 1963, Deutschland)
- Shmuel N. Eisenstadt (1923–2010, Israel)
- Thomas Elsaesser (1943–2019, Deutschland)
- Wolfgang Ernst (* 1959, Deutschland)
- Hans Martin Esser (* 1978, Deutschland)
- Ottmar Ette (* 1956, Deutschland)
- Robert Feustel (* 1979, Deutschland)
- Sabine Gebhardt Fink (* 1966, Österreich)
- Quentin Fiore (1920–2019, USA)
- Reinhard David Flender (* 1953, Deutschland)
- Heinz von Foerster (1911–2002, Österreich)
- Gundolf S. Freyermuth (1955, Deutschland)
- Peter Fuchs (* 1949, Deutschland)
- Eberhard Geisler (* 1950, Deutschland)
- Peter Geimer (* 1965, Deutschland)
- Klaus Goebel (* 1934, Deutschland)
- Karl Gutzkow (1811–1878, Deutschland)
- Marcus Graf (* 1974, Schweiz)
- Michael Grisko (* 1971, Deutschland)
- Stephan Günzel (* 1971, Deutschland)
- Hans Ulrich Gumbrecht (* 1948, Deutschland/USA)
- Wolfgang Hagen (1950–2022, Deutschland)
- Anselm Haverkamp (* 1943, Deutschland)
- Martin Heidenreich (* 1956, Deutschland)
- Stefan Heidenreich (* 1965, Deutschland)
- Till Nikolaus von Heiseler (* 1962, Deutschland)
- Justin Hoffmann (* 1955, Deutschland)
- Frank Hofmann (* 1962, Deutschland)
- Jochen Hörisch (* 1951, Deutschland)
- Helmut Höge (* 1947, Deutschland)
- Eva Horn (* 1965, Deutschland)
- Fredric Jameson (1934–2024, USA)
- Bernhard Kathan (* 1953, Österreich)
- Wolfgang Kaempfer (1923–2009, Deutschland)
- Nicole C. Karafyllis (* 1970, Deutschland)
- Bernhard Kathan (* 1953, Österreich)
- Annette Keck (* 1963, Deutschland)
- Friedrich Kittler (1943–2011, Deutschland)
- Pierre Klossowski (1905–2001, Frankreich)
- Alexander Kluge (* 1932, Deutschland)
- Markus Krajewski (* 1972, Deutschland)
- Ekkehart Krippendorff (1934–2018, Deutschland)
- Peter Kühnst (* 1946, Deutschland)
- Katja Kullmann (* 1970, Deutschland)
- Elmar Lampson (* 1952, Deutschland)
- Gustav Landauer (1870–1919, Deutschland)
- Dieter Läpple (* 1941, Deutschland)
- Verena Lepper (* 1973, Deutschland)
- Rolf Lindner (* 1945, Deutschland)
- Sabine Mainberger (* 1960, Deutschland)
- Joseph de Maistre (1753–1821, Frankreich)
- Marshall McLuhan (1911–1980, England)
- Christoph Menke (* 1958, Deutschland)
- Torsten Meyer (* 1965, Deutschland)
- Hans-Wolfgang Micklitz (* 1949, Deutschland)
- Michael Niehaus (* 1959, Deutschland)
- Helga Nowotny (* 1937, Österreich)
- Andreas Oehler (* 1960, Deutschland)
- Nikolaus von Oresme (1330–1382, Frankreich)
- Claus Pias (* 1967, Deutschland)
- Birger Priddat (* 1950, Deutschland)
- Juliane Rebentisch (* 1970, Deutschland)
- Christoph Rehmann-Sutter (* 1959, Schweiz)
- Hans-Jörg Rheinberger (* 1946, Schweiz)
- Laurence Arthur Rickels (* 1954, USA)
- Manfred Riedel (1936–2009, Deutschland)
- Erwin Rotermund (1932–2018, Deutschland)
- Jörn Rüsen (* 1938, Deutschland)
- Hans Sarkowicz (* 1955, Deutschland)
- Richard Schickel (1933–2017, USA)
- Thomas Schnalke (* 1958, Deutschland)
- Leander Scholz (* 1969, Deutschland)
- Henning Schmidgen (* 1965, Deutschland)
- Henrik Schrat (* 1968, Deutschland)
- Daniel Paul Schreber (1842–1911, Deutschland)
- Thomas Schnalke (* 1958, Deutschland)
- Henrik Schrat (* 1968, Deutschland)
- Steffen Siegel (* 1976, Deutschland)
- Holger Simon (* 1969, Deutschland)
- Peter Sloterdijk (* 1947, Deutschland)
- Jan-Peter E.R. Sonntag (* 1965, Deutschland)
- Georg Stanitzek (* 1953, Deutschland)
- Georg Stauth (* 1942, Deutschland)
- Benjamin Steininger (* 1974, Deutschland)
- Robert Stockhammer (* 1960, Deutschland)
- Jutta Stroszeck (* 1961, Deutschland)
- Anke te Heesen (* 1965, Deutschland)
- Anja Tippner (* 1963, Deutschland)
- Jürgen Trabant (* 1942, Deutschland)
- Friedrich Theodor Vischer (1807–1887, Deutschland)
- H. Johannes Wallmann (* 1952, Deutschland)
- Daniel Weidner (* 1969, Deutschland)
- Sigrid Weigel (* 1950, Deutschland)
- Leon Weintraub (* 1926, Polen)
- Stefan Willer (* 1970, Deutschland)
- Hartmut Winkler (* 1953, Deutschland)
- Sandro Zanetti (* 1974, Schweiz)
- Siegfried Zielinski (* 1951, Deutschland)
- Slavoj Žižek (* 1949, Slowenien)

Quelle: